# Edat mitjana al País Valencià

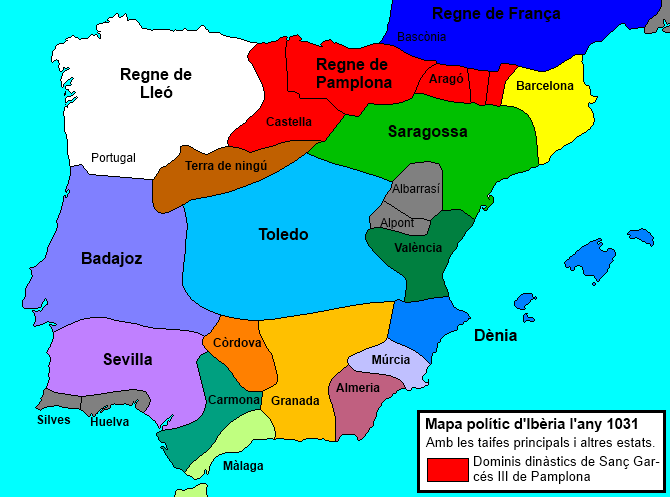
Taifes a l'any 1031

L'edat mitjana al Regne de València és el període comprés entre la caiguda de l'Imperi Romà d'Occident i la vinguda del Renaixement. Al Regne de València es poden distingir tres períodes ben diferenciats: l'època musulmana, la colonització i formació del Regne de València, i l'època d'esplendor.
Entre la caiguda de l'Imperi romà i la dominació musulmana hi passaren els visigots. Entre el segle vii fins a la primeria del viii, l'actual territori del País Valencià estigué subjecte al Regne visigot de Toledo. Però, pràcticament no hi deixaren petjada.
L'edat mitjana va desembocar en el Renaixement, però encara que, en la major part d'Europa, el Renaixement va ser una època d'esplendor cultural, econòmica i social, al Regne de València fou tot el contrari. L'època d'esplendor va tenir lloc cap a l'edat mitjana tardana. Probablement, els tres fets que van condicionar la decadència del Renaixement van ser l'hegemonia de Castella, l'expulsió dels moriscos i la Guerra de Successió.

## Època musulmana
Després de la conquesta musulmana de l'any 711, i seguint la tònica anterior, la primera etapa de domini musulmà constitueix un període fosc per al País Valencià. Cal dir que aquesta etapa musulmana, malgrat la seua transcendència, no està suficientment estudiada. L'entrada dels àrabs començà pel sud propiciada pel pacte d'Abd-al-Aziz ibn Mussa amb Teodomir, una espècie de delegat del govern del rei visigot de Toledo que canviava terra per privilegis. D'aqueixa manera no hi hagué invasió com a tal, simplement els àrabs s'hi instal·laren i no hi va haver majors problemes. Més enllà dels fets polítics, la qüestió vertaderament transcendent és l'entrada de la regió dins l'òrbita de l'islam, que en un temps relativament curt va canviar la llengua, la religió i els costums dels seus habitants.
Però, el veritable auge cultural de la regió va començar després de la caiguda del Califat de Còrdova, el 1010, que va donar inici a l'aparició de tota una sèrie de regnes autònoms o de taifes. Aquests xicotets regnes deixaren de banda els esforços militars que el Califat de Còrdova estava duent a terme, i per tal de no ser atacats pels comtats cristians del nord, els pagaven uns alts tributs monetaris anomenats paries. D'aquesta manera, les taifes van dedicar els seus esforços al floriment intel·lectual. Al Regne de València van aparéixer dues taifes, la de Dénia i la de València:
- Dénia:

Creada el 1010 per l'amirita i eslau (esclau lliure, d'origen europeu) Muyahid que, annexionant-se les Balears, convertirà el regne en un important centre marítim i comercial, fins i tot encunyava la seua pròpia moneda fins a la invasió almohade. La taifa va perdre la seua independència el 1076, en ser destronat Alí Ibn Muyahid pels Banu Hud de Saragossa, del qual va dependre fins a la invasió almoràvit (1091).
- València:

Dos eslaus, Mubarak i Muzzafar van governar la taifa fins llur mort. Aleshores es va proclamar rei el net d'Almansor, el qual va instaurar la dinastia amirita 1065-1075. El 1075-1086, al-Qadir de Toledo, amb l'ajuda castellana va recuperar la ciutat de València (i per tant, la taifa) i la va governar fins al seu assassinat el 1092.
Al 1094, el Cid, lluitador mercenari castellà, entra a la ciutat de València duent a terme un dur assetjament. Així, la taifa de València va estar durant un temps sota domini castellà, on s'imposaren abusius impostos als musulmans valencians.
Vegeu la llista de reis de la taifa de València, per a més informació sobre aquesta taifa.
Finalment, els almoràvits conqueriren la taifa de Dénia (1091) i la de València (1102-1103) i hi van restaurar el culte musulmà i un governador al capdavant. La decadència del poder almoràvit i l'ascens d'una nova dinastia nord-africana, els almohades, que van controlar la península a partir del 1145, van ser coincidents. No obstant això, la seua entrada a València va ser frenada per Ibn Mardanis, el rei Llop, monarca de València i Múrcia, però finalment la ciutat va caure en mans dels nord-africans el 1171.
No queden massa restes arquitectòniques de l'època, ja que els cristians hi construïen sistemàticament, però hi abunden les peces d'orfebreria, ceràmica, etc. El que sí que hi roman és la influència de la seua cultura i la seua llengua, que van fer del Regne de València un dels indrets més cultes del món en aquell moment.

## La colonització cristiana i formació del Regne de València

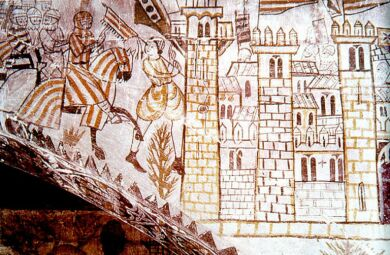
Pintura del castell d'Alcanyís que representa l'entrada de Jaume I a València el 9 d'octubre de 1238

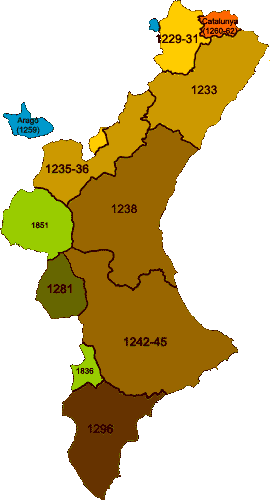
Mapa cronològic de la formació del País Valencià

### La colonització
En les Corts de Tortosa de 1225, la noblesa proclamà la necessitat d'emprendre la conquesta i colonització de noves terres cap al sud, amb l'objectiu d'incrementar-ne patrimoni i rendes, a costa d'un al-Àndalus fragmentat políticament i feble militarment. Aquesta colonització no començà amb bon peu, pel fracàs del setge sobre Peníscola, en no comptar amb la presència militar aragonesa, i de la convocatòria d'una expedició des de Terol, l'any 1226. Tot i això, el rei d'Aragó i Abu Zayd signaren un conveni de pau pel qual aquest últim li lliurava el tribut d'una cinquena part de les seues rendes de València i Múrcia. En l'any 1227, la mediació papal per l'arquebisbe de Tortosa aconseguí la pau entre la monarquia i la noblesa, cosa que facilità les grans empreses conquistadores de Jaume I.
En aquells dies, es va produir el desmembrament del Xarq al-Àndalus en regnes taifes i l'any 1228 Ibn Hud es va proclamar emir dels musulmans a Múrcia: fou reconegut pels sarraïns d'Alzira, Xàtiva i Dénia, territoris que va perdre Abu Zayd, el domini dels quals arribava fins al Xúquer. La revolta de Zayyan d'Onda va dur a la guerra civil entre tots dos. Zayyan va ocupar València mentre que Zayd es va refugiar a Sogorb i demanà ajuda a la corona d'Aragó. Havent lliurat prèviament Begís, el 20 d'abril de 1229 signà a Calataiud un acord pel qual es declarà vassall del rei d'Aragó, li va oferir la quarta part de les rendes del territori perdut i la donació de Peníscola, Morella, Alpont, Culla i Sogorb, a canvi d'ajuda militar i el lliurament dels castells d'Ademús i Castellfabib.

#### La conquesta
Una vegada ocupada Mallorca en l'any 1230 i allunyat el perill musulmà del Mediterrani, l'any 1233 es planificà la campanya a Alcanyís, desenvolupada en tres etapes:
- La primera dirigida a les terres del litoral nord, amb la presa de Borriana l'any 1233 i altres enclavaments, com ara Peníscola.
- La segona abasta la zona central amb la conquesta de València (1238) i les terres planes fins al Xúquer; per fer-ho, les corts generals de Montsó de 1236 van concedir l'ajuda necessària i el papa Gregori IX va donar a l'empresa el caràcter de croada. El Puig es va prendre a l'agost de 1237, amb el fracàs d'una esquadra enviada pel rei de Tunis en auxili de València. Les capitulacions es van signar el 28 de setembre i el rei entrà a la ciutat el 9 d'octubre.
- La tercera fase abasta des de 1243 fins a 1245, i arriba fins als límits estipulats per a la conquesta entre Aragó i Castella en el tractat d'Almisrà l'any 1244, signat entre Jaume I i l'infant Alfons de Castella per delimitar les àrees de conquesta de les corones de Castella i Aragó. Les terres al sud de la línia Biar-Busot-La Vila Joiosa quedaren reservades per a Castella. Posteriorment, els territoris del Regne de Múrcia situats al nord de la riba del Segura són incorporats al Regne de València per Jaume II després de la sentència Arbitral de Torrelles (1304) i Elx (1305).

#### La creació del regne
La noblesa aragonesa considerava les terres conquerides a València com una prolongació dels seus senyorius. Jaume I, però, tenia un estil polític extratemporani que en l'actualitat es podria anomenar com a federalisme, tal com es demostrà amb l'establiment de la Cancelleria de Barcelona, i unes corts privatives per a cada regne, cosa que permeté la creació d'una consciència diferenciadora de cada territori durant el seu regnat. Així, convertí València en un regne propi (1239), formant una entitat política, jurídica i econòmica pròpia expressada en els Furs de València, les Corts Valencianes, moneda pròpia, i unida dinàsticament a la corona d'Aragó, fet que va provocar l'airada reacció de la noblesa aragonesa. Per tal de contrarestar la noblesa insubordinada, el rei va afavorir decididament els municipis i la burgesia, i posteriorment atorgà a la ciutat de València una ordenació política i administrativa: el costum, de caràcter municipal, que va ser revisada l'any 1251. Els Foris et consuetudines Valentiae van ser confirmats pel rei l'any 1271 i es van estendre per tot el regne malgrat l'oposició de la noblesa aragonesa, desitjosa de mantenir la seua legislació, cosa que va generar una pugna foral no resolta fins al 1329, amb el triomf dels furs valencians.

#### El repoblament
El regne va ser repoblat per catalans i aragonesos, encara que durant molt de temps la població musulmana va continuar sent majoritària fins al segle xvi, quan encara era un terç de la població. La falta de respecte per part dels cristians envers els pactes i les capitulacions signades amb els mudèjars en la presa de València, en què hi havia el compromís de protegir les riqueses dels musulmans, les seues creences, la seua llengua, la seua legislació islàmica, entre d'altres, dugueren a constants tensions socials. En l'any 1251, per aplacar les tensions, Jaume I ocupà la ciutat de Xàtiva i promulgà un edicte el 22 de setembre amb condicions de rendicions suaus per als musulmans, equivalents a les signades a València. Per contra, el papa Climent IV pressionava infructuosament Jaume I perquè esborrara tota presència islàmica al seu regne, coneixedor de les seues profundes conviccions religioses. Això era a causa que els musulmans eren una important capa social treballadora difícil de substituir.

### Les revoltes d'al-Azraq
Els nobles terratinents necessitaven els treballadors mudèjars per al seu enriquiment, fins al punt que reberen un tractament gairebé d'esclaus. Davant aquest maltractament i incompliment dels acords, els mudèjars van iniciar una sèrie de revoltes que posaren en perill el Regne de València, totes comandades pel cabdill Mohammad Abu Abdallah Ben Hudzäil al Sähuir, conegut amb el malnom d'al-Azraq ('el dels d'ulls blaus'). Molts autors han trobat en la rememoració de les revoltes d'Al-Azraq l'origen de les festes de Moros i cristians.

#### La primera revolta
Quan al-Azraq es revoltà l'any 1244, ja controlava els castells d'Alhambra, Pego, i d'Alcalà, amb nombrosos castells menors. A continuació, va anar prenent els castells de Xàtiva, Dénia, i Alacant i, amb l'ajuda del Sultanat del Regne de Granada i del suport interessat del rei Alfons X de Castella, s'independitzà la regió de la riba sud del Xúquer del Regne de València.
Mentrestant, Jaume I demanà ajuda econòmica al papa Climent IV a canvi de cedir a les seues pressions i de l'exempció de delme, signà l'expulsió dels musulmans de tot el territori de la corona d'Aragó en un decret amb les corts a València. Açò comportà que una part important dels musulmans expulsats s'afegiren als rebels, fent-se encara més forts, i abocà el regne a una situació de guerra generalitzada. D'altra banda, uns cent mil musulmans que acceptaren l'exili, provinents fonamentalment de la ciutat de València, foren agrupats i conduïts cap a la frontera de Múrcia, escortats amb protecció militar.

#### La segona revolta
En la segona revolta mudèjar (1248-1258), Al-Azraq fa més d'un maldecap al vell Jaume I, ja que estigué a punt de matar-lo en una emboscada, però, al final, la traïció del seu propi conseller acabà per derrotar-lo, i per l'antiga amistat Jaume I no va empresonar-lo, i fou obligat a exiliar-se, deixant els seus dominis, ja molt reduïts, en mans d'un germà i un oncle, sotmesos a contínues pressions dels nous senyors feudals catalans i aragonesos.
El 1258, Jaume I rebutjà una treva oferta d'al-Azraq mitjançant el rei Alfons X el Savi, i recuperà gairebé sense resistència els castells de Planes, Pego, i Castell de Castells. Als pocs dies al-Azraq es va rendir, lliurà Alcalà, Gallinera, i la resta de les fortificacions, i fou expulsat del regne. Jaume I no complí les condicions de l'ajuda del papa Climent VI d'exterminar els musulmans, com ho feia Castella, per por de debilitar el regne econòmicament, i preferí iniciar una sèrie d'accions legals amb l'objectiu de forçar els mudèjars a convertir-se al cristianisme, com a condició per poder mantenir els seus drets i possessions.

#### La tercera revolta
Açò comportà que, lluny d'aplacar la revolta, es revifara de nou, i en l'any 1276 tingué lloc la tercera revolta dels mudèjars, amb un exèrcit comandant per al-Azraq des de l'exterior camí cap a Alcoi. Jaume I combinà diplomàcia i guerra per sufocar la revolució, provocant disputes internes entre els musulmans, i recuperant terreny.
La tercera revolta mudèjar fou la que afectà més directament Alcoi, en els dominis antics d'Al-Azraq (Alcalà, Bensili, Pego, Benigànim, o Benissulema). Aquesta vegada, Alcoi fou defensada per quaranta cavallers que arribaren des de Xàtiva, i derrotaren a mort Al-Azraq en una maniobra de distracció. No obstant això, una vegada que l'exèrcit mudèjar inicià la fugida, alguns cavallers de Xàtiva, improvisadament, volgueren perseguir-los, i caigueren en una emboscada militar a mà de rebels encapçalats pel fill d'Al-Azraq, els quals es trobaven amagats per a un contraatac. Alcoi, per tant, quedà desprotegida, i el fill d'Al-Azraq aconseguí prendre-la, així com Xàtiva.
La revolta s'estengué per tot el territori i posà seriosament en perill el Regne de València, amb el fill d'al-Azraq com a nou cap: mil peons moros atacaren Llíria, els mudèjars de Beniopa es rebel·len, i l'exèrcit musulmà destruí Llutxent, i avançava regne endins per la Vall d'Albaida. Mentrestant, Jaume I caigué malalt i morí el 27 de juliol de 1276; heretà el tron valencià el seu fill Pere I el Gran. El nou rei recuperà fortificacions i arribà a un acord de treva de tres mesos. Després va sotmetre diversos castells i hagué de rendir a la força el de Montesa. La revolta finalitzà l'octubre del 1277, abans que els granadins i els nord-africans pogueren socórrer els mudèjars. Pere I ordenà desarmar-los sense que foren castigats, i l'any 1283 decretà una llei permetent-los la llibertat de desplaçament i de residència en tot el regne, així com la llibertat de comerç.
D'aquesta manera, continuà desobeint les condicions del papa de Roma heretades pel seu pare, i en el futur no va haver-hi més revoltes. No contrastant, se'ls prohibia ocupar càrrecs als jutjats, seguretat, i finances. Tanmateix, se'ls obligà sota jurament a no realitzar interessos hipotecaris per damunt del 20% anual sota amenaça de multa, i només s'acceptava el testimoni d'un musulmà en casos específics.

## Època d'esplendor
El regne va passar per greus compromisos a mitjan segle xiv. D'una banda, la pesta negra de 1348 i les successives epidèmies d'anys següents, que van delmar la població. Així mateix, la Guerra de la Unió, una revolta ciutadana, encapçalada per València com a capital del regne, contra els excessos de la monarquia. I per si no n'hi haguera prou, la Guerra contra Castella (1363 - 1364). A més, la convivència entre les tres comunitats, cristians, jueus i musulmans, va ser conflictiva al llarg de tot el segle.
Malgrat això, al segle xv la ciutat de València visqué una etapa de gran desenvolupament econòmic, i esplendor cultural i artística. En aquesta època, València era considerada com la ciutat més important de la confederació de la corona d'Aragó, la qual havia esdevingut un dels centres comercials més importants de la Mediterrània, des d'on s'explotava gran part del comerç dels territoris conquerits per la corona durant els passats segles.

### L'esplendor comercial

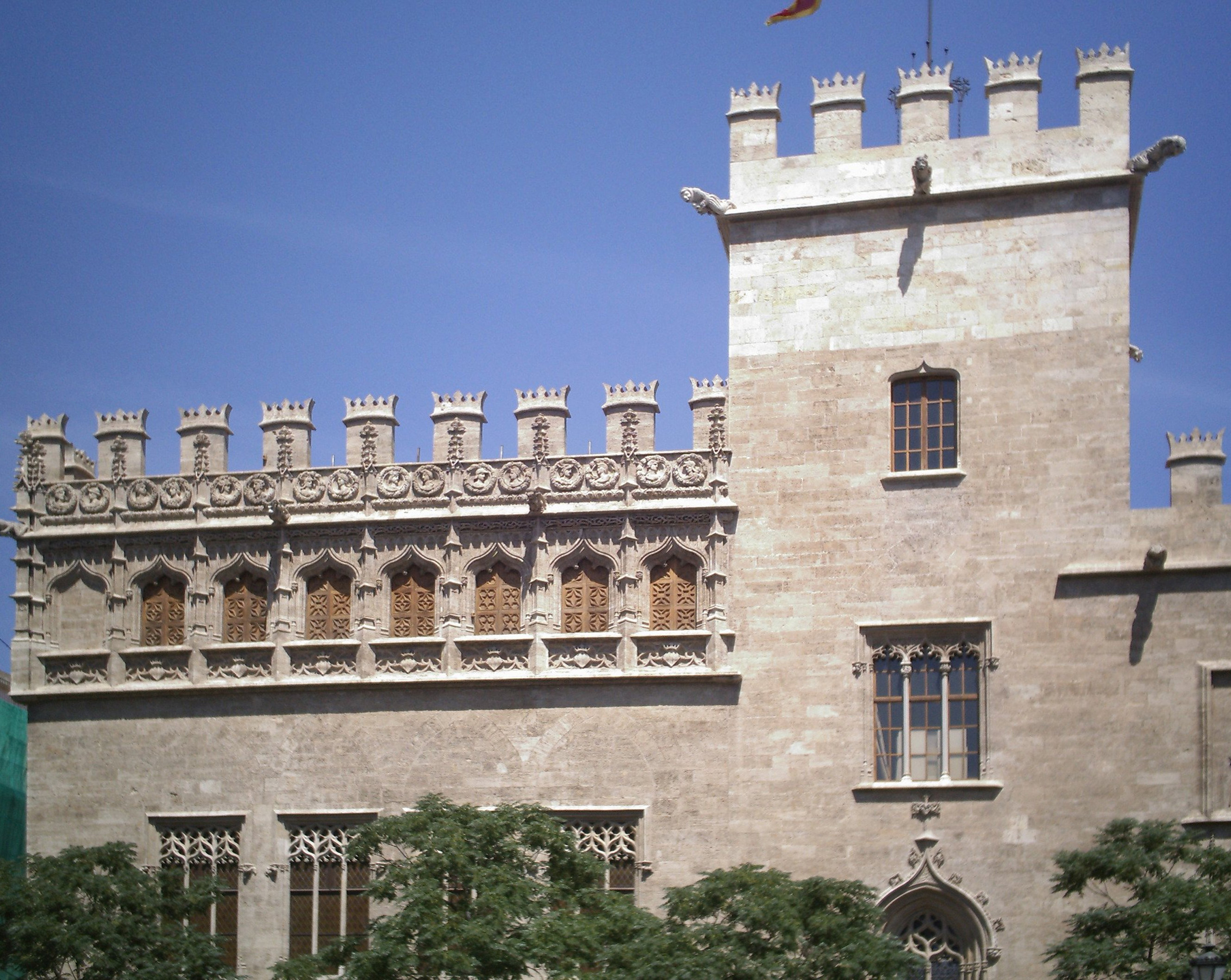
Llotja de la Seda

A la ciutat de València es va crear la Taula de canvis, una banca municipal en suport de les operacions comercials. La indústria local —que hi tenia els teixits al capdavant— va aconseguir un gran desenvolupament, i la ciutat es va convertir en un empori comercial al qual acudien mercaders de totes les parts d'Europa. A l'acabament del segle es va construir la Llotja de la Seda (1482-1533), probablement el centre de transaccions més important de la Mediterrània, i un verdader temple del comerç, tant a nivell local, nacional, com internacional.

### L'esplendor artística i literària
Aquest auge econòmic tingué el seu reflex en el pla artístic i cultural. En aquesta època, arquitectònicament parlant, s'alcen alguns dels edificis més emblemàtics de la ciutat de València, com les torres de Serrans (1392), la Llotja (1482), el Micalet o la capella dels Reis del convent de Sant Doménec. En pintura i escultura, es deixaren sentir les tendències flamenques i italianes en artistes com Lluís Dalmau, Gonçal Peris o Damià Forment. En literatura, sota la protecció de la cort d'Alfons el Magnànim florí la producció escrita, esdevenint el segle d'or valencià, amb autors com ara Ausiàs March, Roís de Corella o Isabel de Villena. Cap al 1460 Joanot Martorell escriu el Tirant lo Blanc, una innovadora novel·la de cavalleria que va influir en nombrosos autors posteriors, des de Miguel de Cervantes Saavedra a Shakespeare.